# Kondey
Kondey is een van de bewoonde eilanden van het Gaafu Alif-atol behorende tot de Maldiven.

## Demografie
Kondey telt (stand maart 2007) 235 vrouwen en 233 mannen.